# Makrogol

Schematický vzorec polyethynglykolu

Makrogol (též psáno jako macrogol) je mezinárodní nechráněný název (INN) pro polyethylenglykol. Makrogoly se používají například jako projímadla, tedy pro léčbu zácpy.
Používají se také jako excipienty v léčivých přípravcích, kde se varianty s nižší molekulovou hmotností využívají jako rozpouštědla v orálně podávaných kapalinách a měkkých kapslích. Tuhé varianty se používají jako masťové základy, pojiva v tabletách, v potazích tablet a jako lubrikanty.
Mezi typy makrogolu patří:
- makrogol 4000[3]
- makrogol 3350[4]
- makrogol 6000[5]

Číslo reprezentuje průměrnou molekulovou hmotnost polyethylenglykolu. Kombinací různých molekulových hmotností lze ovlivnit konzistenci výsledné látky.

## Dostupné formy
Makrogol (polyethylenglykol) se prodává jako přípravek dostupný bez předpisu v práškové formě pod obchodními názvy SoftLax, Miralax, Glycoprep, Movicol atd. nebo generickým označením makrogol či macrogol. Rozpouští se ve sklenici vody na čirý roztok bez chuti a zápachu, který se vypije.